# .gr
.gr е интернет домейн от първо ниво за Гърция. Регистрациите се получават чрез достоверни регистратори и домейн имена с гръцки букви също могат да бъдат регистрирани. Администрира се от FORTH-ICS.

## Домейни от второ ниво
Има шест домейна от второ ниво:
- com.gr: за сайтове с комерсиална цел.
- co.gr: за търговска употреба (изключително рядко използване).[1]
- edu.gr: за образователни институции.
- net.gr: за доставчици на интернет.
- org.gr: за нестопански организации.
- gov.gr: изключително за правителствени организации.
- mil.gr: изключително за военни цели.